# Hjalmar Schacht

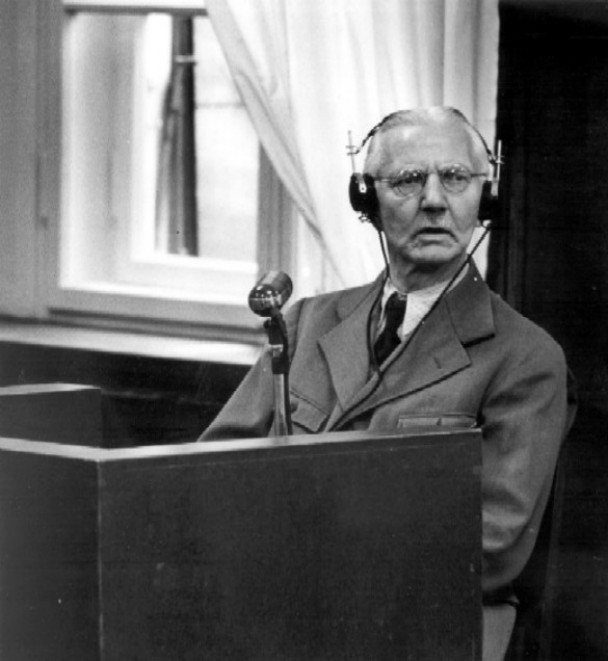
Hjalmar Schacht jako świadek w procesie Flicka, 21 lipca 1947

Hjalmar Schacht (ur. 22 stycznia 1877 w Tinglev, Północny Szlezwik, zm. 3 czerwca 1970 w Monachium) – ekonomista niemiecki, od 1923 komisarz walutowy Niemiec i prezes Banku Rzeszy (Reichsbank).

## Życiorys
W 1903 r. rozpoczął pracę w Dresdner Bank, a od 1908 do 1915 był jego wicedyrektorem. W 1916 został mianowany na dyrektora Nationalbank für Deutschland i był nim do 1922 r. Na przełomie 1923/1924 powstrzymał hiperinflację w Republice Weimarskiej, wprowadzając w listopadzie 1923 tzw. Rentenmarki i emitując banknoty, które jako zabezpieczenie wartości miały ziemię należącą do państwa niemieckiego. W 1924 r. przywrócił Reichsmarki jako walutę Republiki Weimarskiej. System walutowy prowadzony przez Schachta utrzymał się praktycznie do reform Erharda w 1948 r. Polityka pieniężna Schachta zagwarantowała Niemcom stabilizację płatniczą, zwłaszcza po korzystnym dla Niemiec renegocjowaniu spłaty odszkodowań wojennych z czasów I wojny światowej ustalonych (bez określenia kwoty) w traktacie wersalskim, sprecyzowanych w Planie Dawesa (1924) i skorygowanych na korzyść Niemiec w Planie Younga (1929).
Odsunięty w 1930 od prezesury Reichsbanku Schacht uczestniczył w dojściu do władzy Adolfa Hitlera, pośrednicząc w jego kontaktach z kręgami przemysłowymi i finansowymi Niemiec, niechętnymi do początku lat 30. wobec NSDAP. Po dojściu Hitlera do władzy został w 1934 r. ministrem gospodarki Rzeszy i ponownie prezesem Reichsbanku. Organizował rozbudowę przemysłu zbrojeniowego poprzez system tzw. weksli MeFo (niem. Metallurgische Forschungsgesellschaft mbH) umożliwiających bezgotówkowe rozliczanie wierzytelności w przemyśle ciężkim Niemiec. 26 listopada 1937 został usunięty ze stanowiska (15 stycznia 1938 zastąpił go Walther Funk) po naradzie u Hitlera (opisanej w protokole Hossbacha), gdy uświadomił sobie, że polityka Hitlera prowadzi bezpośrednio do wojny światowej i wyraził swoje obiekcje wobec takiej polityki. Po zamachu na Hitlera w lipcu 1944 internowany w obozie koncentracyjnym Sachsenhausen (w tzw. Zellenbau) jako tzw. Ehrehäftling.
Był sądzony podczas procesu norymberskiego. Psycholog więzienny Gustave M. Gilbert podczas swoich badań na osadzonych ustalił ich iloraz inteligencji (IQ) – Schacht miał wynik 143 (najwyższy ze wszystkich). Po zapoznaniu się z treścią oskarżenia zanotował na marginesie tekstu: Zupełnie nie mogę pojąć, dlaczego jestem oskarżony, zaś po odczytaniu aktu oskarżenia powiedział: W żadnym wypadku nie jestem winny. Z drugiej zaś strony przyznał w czasie procesu: Poszedłbym nawet z diabłem, by zapewnić Niemcom siłę i potęgę. Wyrokiem Trybunału został jednak uniewinniony, gdyż bezpośrednio nie uczestniczył w organizowaniu aktów ludobójstwa i innych zbrodniach wojennych. Napisał pamiętnik 76 Jahre meines Lebens (76 lat mojego życia, 1953).
Został pochowany na Cmentarzu Wschodnim w Monachium.